# Lista över Brasiliens statsöverhuvuden
Lista över Brasiliens statschefer (kejsare och presidenter) sedan Brasilien blev självständigt från Portugal 1822.

## Kejsardömet (1822–1889)
|  | Kejsare (Födelse–Död) | Tillträdde       | Frånträdde       | Regeringstid        | Not   |
|  | --------------------- | ---------------- | ---------------- | ------------------- | ----- |
|  | Peter I 1798–1834     | 7 september 1822 | 7 april 1831     | 8 år och 212 dagar  | [ 1 ] |
|  | Peter II 1825–1891    | 7 april 1831     | 15 november 1889 | 58 år och 222 dagar | [ 2 ] |
|  | Kejsare (Födelse–Död) | Tillträdde       | Frånträdde       | Regeringstid        | Not   |

## Republik (1889-i dag)

### Gamla republiken
- 1889–1891 General Deodoro da Fonseca (militärdiktatur)
- 1891–1894 Floriano Peixoto (diktatur)
- 1894–1898 Prudente de Morais (första folkvalda presidenten)
- 1898–1902 Campos Sales
- 1902–1906 Rodrigues Alves
- 1906–1909 Afonso Pena
- 1909–1910 Nilo Peçanha
- 1910–1914 Hermes da Fonseca
- 1914–1918 Venceslau Brás
- 1918 Rodrigues Alves (dog innan han tillträdde)
- 1918–1919 Delfim Moreira
- 1919–1922 Epitácio Pessoa
- 1922–1926 Artur Bernardes
- 1926–1930 Washington Luís

### Vargaseran
- 1930–1934 Getúlio Vargas (temporär regering, efter revolutionen 1930)
- 1934–1937 Getúlio Vargas (konstitutionell regering, efter konstitutionen 1934)
- 1937–1945 Getúlio Vargas (diktatur, Estado Novo)

### Fjärde republiken, Populistperioden
- 1945–1946 José Linhares (tillförordnad efter att Vargas tvingades avgå)
- 1946–1951 Eurico Gaspar Dutra
- 1951–1954 Getúlio Vargas (vald)
- 1954–1956 João Café Filho, Carlos Luz, Nereu Ramos – vicepresident och talmän som övertog ämbetet som tillförordnade efter Vargas självmord
- 1956–1961 Juscelino Kubitschek
- 1961 Jânio Quadros
- 1961–1964 João Goulart (även känd som Jango; Quadros vicepresident)

### Militärdiktaturen
- 1964–1967 General Humberto de Alencar Castelo Branco
- 1967–1969 General Arthur da Costa e Silva
- 1969–1974 General Emilio Garrastazu Médici
- 1974–1979 General Ernesto Geisel
- 1979–1985 General João Baptista de Oliveira Figueiredo

### Nya republiken
- (1985 Tancredo Neves (avled innan tillträde)
- 1985–1990 José Sarney (Tancredos vicepresident)
- 1990–1992 Fernando Collor de Mello (avgick efter riksrättsåtal)
- 1992–1995 Itamar Franco (Collors vicepresident)
- 1995–2003 Fernando Henrique Cardoso (två mandatperioder)
- 2003–2011 Luiz Inácio Lula da Silva (två mandatperioder)
- 2011–2016 Dilma Rousseff (avgick efter riksrättsåtal)
- 2016–2019 Michel Temer
- 2019–2022 Jair Bolsonaro
- 2023– Luiz Inácio Lula da Silva